# Gharābād
Gharābād (persiska: غر آباد) är en ort i Iran.   Den ligger i provinsen Khuzestan, i den centrala delen av landet, 500 km söder om huvudstaden Teheran. Gharābād ligger 113 meter över havet och antalet invånare är 193.
Terrängen runt Gharābād är platt åt sydväst, men åt nordost är den kuperad.Runt Gharābād är det ganska tätbefolkat, med 58 invånare per kvadratkilometer. Närmaste större samhälle är Bon-e Rashīd, 10,7 km nordväst om Gharābād. Trakten runt Gharābād är ofruktbar med lite eller ingen växtlighet.